# Колемачина-Коскароне-Мадона ди Лорето (Ријети)
Колемачина-Коскароне-Мадона ди Лорето је насеље у Италији у округу Ријети, региону Лацио.
Према процени из 2011. у насељу је живело 75 становника. Насеље се налази на надморској висини од 374 м.